# Bataille de Civitate
La bataille de Civitate est une bataille du Moyen Âge. Elle a eu lieu le 18 juin 1053. Les Normands des comtes Onfroi d'Apulie et Richard Ier d'Aversa y ont défait les forces anti-normandes à Civitate, près de Foggia (Pouilles, sud de l'Italie), dirigées notamment par le pape Léon IX et l'empereur germanique Henri III le Noir. Léon IX fut capturé et retenu en otage dans la cité de Civitate .

## L'arrivée des Normands en Italie du Sud
Les Normands arrivent en Italie du Sud en 1017, à l'occasion d'un pèlerinage au sanctuaire de Saint Michel de Monte Sant'Angelo dans les Pouilles. Après avoir participé à la révolte de Mélo en 1017-1018, ils sont utilisés comme mercenaires par les princes Lombards ou les catépans byzantins. Après l'expédition byzantine en Sicile de 1038-1040, ils se révoltent contre leur employeur en 1041 et fondent le comté d'Apulie en 1042. En 1047, ils menacent la principauté de Bénévent qui est donnée en fief au Saint-Siège en 1051.

## La coalition anti-normande
Inquiet de l'expansion normande en Apulie et en Calabre, le pape Léon IX se décide à agir et réussit à créer une grande coalition militaire anti-normande. L'objectif est simple : exterminer les Normands ou du moins les chasser du Mezzogiorno et leur reprendre en intégralité leurs fiefs italiens. Le pape réussit à réunir une armée pontificale puissante et hétéroclite composée de petits seigneurs italiens et Lombards, de troupes byzantines et même d'un contingent allemand de qualité donné par l'empereur germanique Henri III lui-même. De son côté, Argyros réussit également à lever une nouvelle armée byzantine assez importante. Le plan anti-normand est mis en place : pendant que les Byzantins d'Argyros attaqueront les Normands par le sud, les troupes du pape le feront par le nord. C'est donc une prise en tenaille qui se prépare.

## Campagne précédant la bataille
Fort d'un réseau d'espions très au point, le comte des Normands d'Apulie Onfroy de Hauteville ne tarde pas à être informé qu'il est menacé à la fois par le sud et par le nord. Prenant conscience de la menace existentielle posée à la présence normande en Italie du Sud, il fait envoyer des émissaires à tous les barons et comtes Normands, notamment à Richard d'Aversa et à son propre frère  Robert Guiscard en Calabre. Les Normands répondent en nombre à son appel et Guillaume de Pouille rapporte la présence d'environ 3000 chevaliers dans l'armée normande. L'armée byzantine d'Argyros se trouvant la plus proche, Onfroy décide de l'attaquer en premier, pour se retourner ensuite contre les forces du pape. La manœuvre fonctionne. Les Normands, encore inférieurs en nombre, réussissent pourtant à mettre en déroute les Byzantins d'Argyros, pour finalement les coincer à Bari. Vainqueur de la première manche, Onfroy se retourne alors vers le pape.

## Déroulement

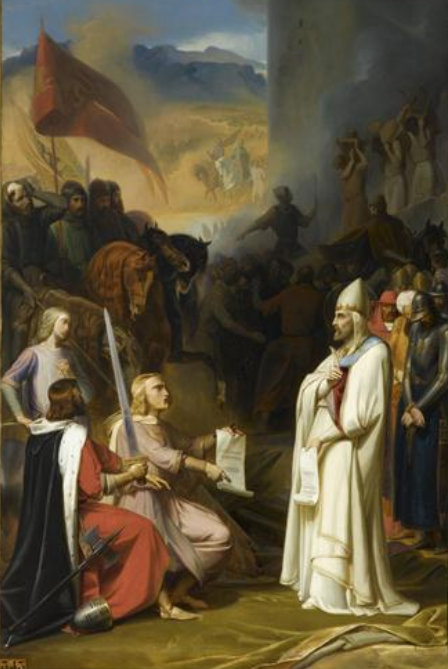
Onfroi de Hauteville et Robert Guiscard dictent leurs conditions au pape Léon IX à Civitate. Peinture d’Adolphe Roger (Salles des croisades).

Apprenant que le plan d'écrasement vient d'échouer à la suite de la défaite d'Argyros, le pape arrête la marche de ses troupes et se prépare à la bataille en installant ses soldats sur de bonnes positions, près de Civitate. Les Normands y arrivent et, avant de commencer les hostilités, ils tentent de négocier avec Léon IX par le biais de son représentant sur le champ de bataille, Frédéric de Lorraine. Mais les conditions du pape qui exigent que les Normands quittent immédiatement l'Italie méridionale sont inacceptables et ils se préparent au combat. Avant de charger, ils descendent de leurs chevaux pour prier. Ceci fit rire les chevaliers allemands qui se moquèrent de la petite taille des Normands.
La bataille s'engage le matin du 17 juin. Les forces Normandes sont divisées en trois corps de bataille. A droite Richard d'Aversa commande à la fine fleur de la chevalerie et doit charger les troupes italiennes dans la plaine alors qu'Onfroi au centre se lance à l'assaut de l'oppidum de Civitate avec l'infanterie et le reste des chevaliers.. Robert Guiscard à gauche avec ses partisans Normands et ses Calabrais devait porter secours à son frère lorsqu'il jugerait le moment opportun. En face, les troupes Italiennes, nombreuses mais de faible valeur se regroupent dans la plaine devant Richard alors que les Germaniques font face aux Normands d'Onfroi et Robert de l'autre côté de la colline. 
La bataille s'engage et les chevaliers normands d'Aversa attaquent d'abord les troupes italiennes, qu'ils écrasent rapidement en profitant du terrain dégagé et du manque de combativité de leurs ennemis. Le contingent byzantin tente de résister mais les Normands le mettent à son tour en pleine débandade. Rien ne semble résister à la cavalerie normande. Cependant, les choses vont se durcir sur la colline de Civitate. Le contingent allemand était composé de 700 chevaliers allemands originaires de Souabe ; ces derniers combattaient à pied, maîtrisant très bien le combat à l'épée longue et étaient d'un courage exemplaire. La mêlée était terrible et voyant son frère Onfroy en difficulté, Robert fait donner la charge à ses propres troupes et vient rétablir la situation. Redoublant d'efforts et utilisant habilement l'épée et la lance, les chevaliers normands réussirent finalement à tailler en pièces les Souabes qui, bravement, se firent tuer jusqu'au dernier quand Richard qui avait promptement débandé les Italiens assaillit les Allemands à revers emportant la décision.. Dans la mêlée, un chevalier normand se distingua parmi les autres, ce fut Robert de Hauteville, dit Guiscard, le demi-frère d'Onfroi. Combattant à cheval, Robert fit des trouées sanglantes dans les rangs allemands, leur faisant sauter têtes, bras, jambes d'après Guillaume de Pouille. Le contingent allemand détruit, la victoire normande était acquise. Une fois encore, ils l'avaient emporté en infériorité numérique. Civitate était la victoire de la chevalerie normande, la première alors en Occident et dont l'habileté à manœuvrer devint légendaire sur tous les champs de bataille d'Europe.

## Les Normands capturent le pape
Ses troupes écrasées, le pape fut capturé par les Normands qui l'emmenèrent en captivité le 23 juin à Bénévent. Cette nouvelle ne tarda pas à choquer toute l'Europe. Cependant, plus rien ne fut tenté contre les Normands. Finalement, après avoir reconnu les possessions normandes en Apulie et en Calabre, le pape fut libéré en mars 1054 et retourna s'enfermer à Rome pour y mourir le 19 avril de la même année.